# Elzenblaasmijnmot
De elzenblaasmijnmot (Phyllonorycter stettinensis) is een vlinder uit de familie mineermotten (Gracillariidae). De wetenschappelijke naam is voor het eerst geldig gepubliceerd in 1852 door Nicelli.
De larven voeden zich met Hartbladige els (Alnus cordata), Zwarte els (Alnus glutinosa) en Witte els (Alnus incana) en mineren de bladeren van hun waardplant. Ze vormen een bovenzijdige, vrij kleine, bijna platte vouwmijn met een geelgroene kleur. De mijn heeft een enkele, vrij sterke vouw en bevindt zich meestal boven een zijader. De frass wordt in een klontje in een hoek van de mijn afgezet.
De soort komt voor in Europa.

## Mijn
De mijn is een bovenzijdig, vrij kleine, vrijwel vlakke vouwmijn. De kleur is kenmerkend geelgroen. De mijn heeft één matig sterke lengteplooi. Meestal ligt de mijn boven een zijnerf. Het frass ligt in een klomp in een hoek van de mijn.